# Comité Supremo Kurdo
El Comité Supremo Kurdo es un gobierno existente en el Kurdistán sirio durante la Guerra Civil Siria, fundado por el Partido de la Unión Democrática (PYD) y el Consejo Nacional Kurdo (KNC), tras el acuerdo de colaboración alcanzado entre ambas formaciones, el 12 de julio de 2012 en Hewlêr, en el Kurdistán iraquí, y bajo los auspicios del presidente de la región kurda iraquí, Massoud Barzani. El número de miembros del  PYD y el  KNC en el Comité es el mismo.